# Гай Фурний (трибун)
Гай Фурний (на латински: Gaius Furnius; * 85 пр.н.е., † 17 пр.н.е.) е политик и оратор в края на Римската република. Той е приятел с Цицерон.
Произлиза от фамилията Фурнии и е баща на Гай Фурний (консул 17 пр.н.е.).
През 50 пр.н.е. Фурний е народен трибун и е помолен от приятеля му Цицерон да не остане и следващата година като управител на Киликия. Помага и на Юлий Цезар да не му се вземе провинция Галия.
През гражданската война между Цезар и Помпей Велики през 49 пр.н.е. Фурний се присъединява веднага към Цезар. След убийсвото на Цезар, Фурний става легат при управителя на Галия Комата Луций Мунаций Планк. През 36/35 пр.н.е. Фурний е с Марк Антоний и става управител на Азия.
През 29 пр.н.е. Октавиан Август издига Фурний на сенатор с ранг на суфектконсул.